# Katsuhiro Nakayama
Katsuhiro Nakayama (中山 克広 Nakayama Katsuhiro?, Kanagawa, 17 de julio de 1996) es un futbolista japonés que juega como centrocampista en el Nagoya Grampus de la J1 League.

## Trayectoria
En 2019 se unió al Yokohama FC. Tras dos años en el equipo se fue al Shimizu S-Pulse. En este club estuvo tres temporadas y de cara a 2024 fichó por el Nagoya Grampus.

## Clubes
| Club            | País  | Año       |
| --------------- | ----- | --------- |
| Yokohama FC     | Japón | 2019-2020 |
| Shimizu S-Pulse | Japón | 2021-2023 |
| Nagoya Grampus  | Japón | 2024-     |

## Palmarés

### Títulos nacionales
| Título         | Club           | País  | Año  |
| -------------- | -------------- | ----- | ---- |
| Copa J. League | Nagoya Grampus | Japón | 2024 |